# Đavolji otisci
Đavolji otisci ime je dano fenomenu koji se desio u veljači 1855. godine u istočnom i južnom Devonu u Engleskoj. Nakon obilnog snijega, pojavili su se čudni otisci stopala koji podsjećaju na kopita. Otisci su se pojavili na mnogim mjestima i bilo ih je jako puno. Lokalni stanovnici su tvrdili kako su to otisci demona Sotone. Postoje mnoge teorije o tome što je moglo napraviti ove otiske, no u pitanje je dovedena i istinitost ovog događaja.

## Incident
U noći između 8. i 9. veljače, nakon obilnog snijega, u snijegu su se pojavili niz tragova nalik na kopita. Ovi otisci koji su većinom bili dugački oko 4 inča, pojavili su se na više od 30 lokacija u istočnom i južnom Devonu. Zanimljivo je da su se otisci pojavili na mnogim čudnim mjestima. Neki su ljudi prijavili da su otiske pronašli na krovovima svojih kuća. Najčudnije je to što su se otisci pojavili na zidovima koji su stajali na putu otiscima (to bi značilo da je ono što je ostavilo tragove prešlo preko zida hodajući). 

## Teorije
Postoje mnoga objašnjenja za ovaj incident. Trag stopala je dugačak gotovo sto milja, tako da mnogi istraživači tvrde kako čovjek nije mogao u jednom danu napraviti sve te otiske. Ipak, mnogi ljudi su drugačije opisali otiske, tako da postoji mogućnost kako nisu svi otisci jednaki. 
Istraživači tvrde kako su neki otisci prijevare, a kako su neke od njih napravili obični četveronošci poput magarca ili ponija. Međutim, neke od otisaka nitko ne može objasniti.

## Vanjske poveznice
- Charles Fort,  The Book of the Damned , Chapter 28.
- The Devil 'Footprints (Mysterious Britain & Ireland)
- The Devil Walked in Devon: Was the devil responsible for a set of 100-mile footprints in 1855? Skeptoid: Critical Analysis of Pop Phenomena